# مايك دافيسون (لاعب كرة قاعدة)
مايك دافيسون (بالإنجليزية: Mike Davison)‏ هو لاعب كرة قاعدة أمريكي، ولد في 4 أغسطس 1945 في غاليسبورغ في الولايات المتحدة، وتوفي في 11 مايو 2013 في غلينكو في الولايات المتحدة.

## وصلات خارجية
- مايك دافيسون على موقع دوري كرة القاعدة الرئيسي (الإنجليزية)
- مايك دافيسون على موقعبيزبول رفرنس.كوم (الدوري الرئيسي) (الإنجليزية)
- مايك دافيسون على موقعبيزبول رفرنس.كوم (الدوري الثانوي) (الإنجليزية)